# Ogresuchus
Ogresuchus é um sebecídeo extinto conhecido da formação Tremp [en] do Cretáceo Superior (estágio Maastrichtiano) na Espanha. É o membro mais antigo conhecido de Sebecidae e também o único sebecídeo mesozoico conhecido. A espécie-tipo, Ogresuchus furatus, foi nomeada em 2020. Era um crocodiliano pequeno, medindo 1,09 m de comprimento e pesando cerca de 9 kg.

## Descoberta e nomeação
O holótipo foi descoberto em julho de 2013 no sítio Mirador del Cretaci [en], mas foi roubado antes que os paleontólogos pudessem escavá-lo. Após várias semanas de busca, a Unidade de Patrimônio Histórico dos Mossos d'Esquadra rastreou o espécime roubado e o ladrão foi prontamente preso. O holótipo estava em um estado de conservação bastante precário até ser devidamente preparado vários anos depois.
Foi nomeado Ogresuchus furatus em 2020 e o holótipo está agora em exibição no Museu dos Dinossauros de Coll de Nargó (Dinosfera). O nome genérico significa "crocodilo Ogro", referindo-se à sua possível dieta de saurópodes infantis, enquanto o nome específico é derivado de uma palavra latina que significa "roubado", referindo-se ao roubo do espécime.